# 劉安世

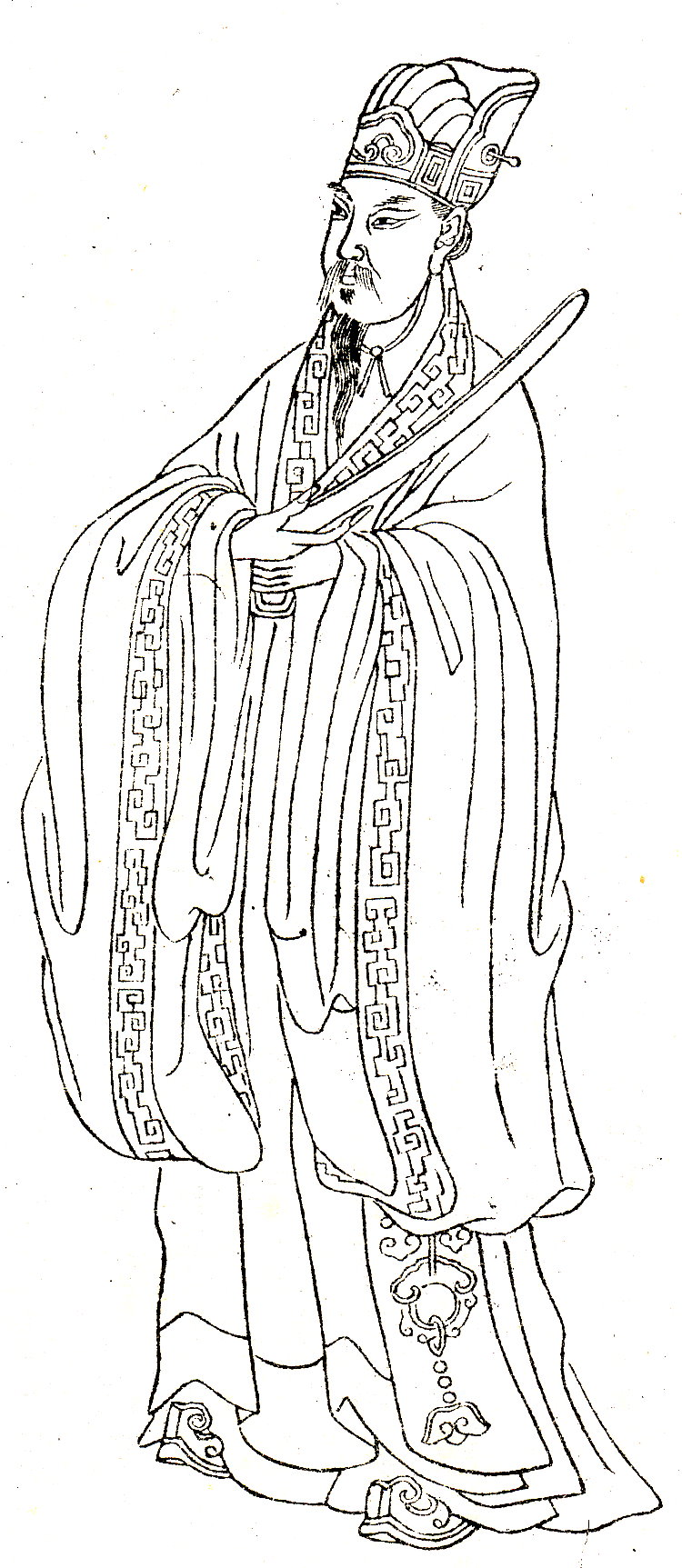
劉安世・『晩笑堂竹荘畫傳』より

劉 安世（りゅう あんせい、1048年 - 1125年）は、北宋時代の官僚・学者。字は器之。大名府元城県の出身。

## 経歴
太僕寺卿の劉航の子として生まれた。熙寧6年（1073年）に進士に及第した。洺州司法参軍・河南府左軍巡判官をへて、哲宗即位とともに司馬光の推薦により秘書省正字に任ぜられ、呂公著の推薦で左正言に抜擢された。さらに起居舎人と左司諫を兼ね、左諫議大夫と出世した。性質は剛直で、当時の顕官を糾弾してやまなかった。
元祐4年（1090年）12月、後宮で妊娠の疑いがある者が出て乳母を雇用した。劉安世は哲宗の祖母の宣仁太后に上書し、未婚の少年皇帝の自律を諫めた。宣仁太后は調査し、劉氏（後の昭懐皇后）が妊娠したと突きとめ、劉氏は殴り倒され、追い出された。そのため、劉安世は劉氏の恨みを買った。
呂恵卿が光禄寺卿に復せられたとき、その不可を論じて呂恵卿を国の「巨蠧」（おおきいきくいむし）と罵り、鄧温伯が翰林学士承旨に任ぜられると、彼が王安石の党に出入りしたことを挙げてその件を斥けた。他にも胡宗愈・蔡確・章惇・黄履・邢恕・李常・盛陶・王彭年などはみな、安世の弾劾を蒙って降格された。
哲宗が親政を始めた紹聖元年（1094年）、新法派の章惇が宰相に任ぜられると、その不可を上奏した。これが僭越とみなされ、知南安軍・少府少監と徐々に左遷された。紹聖3年（1096年）には元祐4年の一件を蒸し返され、新州別駕に左遷され、英州に移された。章惇はさらに劉安世を誅殺しようとしたが、偶然が重なり事なきを得て、梅州に移された。元符2年（1099年）9月、劉氏は皇后となった。その後、劉安世は梅州で捕らえられ、囚人護送車で開封府へ送られた。途中、哲宗の崩御により死刑を免れた。
徽宗が即位すると、赦免されて集賢院修撰・知鄆州・知真定府となったが、蔡京が宰相となると峡州に移され、崇寧元年（1102年）には元祐党石碑（旧法派を「奸人」として裁くための名簿）に入れられた。のちに宮中に復帰して龍図閣直学士となり、78歳で没した。忠定と諡された。

## 学問と著作
司馬光に学んでその学統を承け、禅を好みその影響を受けている。元城先生と呼ばれ、その門下には呂本中を始め、孫偉・李光・胡珵・馬大年などがいる。『通鑑音義』10巻を著し、『文集』20巻があるといわれたが長い間見失われ、明の隆慶年間に張応福が奏箚類の鈔本を発見して『尽言集』13巻として刊行した。徽宗の頃の永城県主簿であった馬永卿が撰集した『元城語録』3巻に、明代の崔銑が『行録』1巻を編纂してこの語録に附した。